# Promachus aurulans
Promachus aurulans är en tvåvingeart som beskrevs av Lindner 1955. Promachus aurulans ingår i släktet Promachus och familjen rovflugor.
Artens utbredningsområde är Tanzania. Inga underarter finns listade i Catalogue of Life.